# Флаги Хабаровского края
Список флагов муниципальных образований Хабаровского края Российской Федерации.
На 1 января 2020 года в Хабаровском крае насчитывалось 232 муниципальных образования — 2 городских округа, 17 муниципальных районов, 22 городских поселения и 191 сельское поселение.

## Флаги городских округов
| Флаг | Наименование                                        | Дата утверждения | Номер в ГГР |
| ---- | --------------------------------------------------- | ---------------- | ----------- |
|      | Флаг городского округа «Город Хабаровск»            | 30 октября 2007  |             |
|      | Флаг городского округа «Город Комсомольск-на-Амуре» | 6 июля 2011      | не внесён   |

## Флаги муниципальных районов
| Флаг | Наименование                                 | Дата утверждения | Номер в ГГР |
| ---- | -------------------------------------------- | ---------------- | ----------- |
|      | Флаг Амурского муниципального района         | 27 декабря 2006  | не внесён   |
|      | Флаг Аяно-Майского муниципального района     | 20 апреля 2010   | 6370        |
|      | Флаг Бикинского муниципального района        | 15 апреля 2015   | 10510       |
|      | Флаг Ванинского муниципального района        | 9 декабря 2004   | 1772        |
|      | Флаг Верхнебуреинского муниципального района | 20 февраля 2020  | 12923       |
|      | Флаг Вяземского муниципального района        | 25 октября 2013  |             |
|      | Флаг Комсомольского муниципального района    | 25 мая 2005      |             |
|      | Флаг муниципального района имени Лазо        | 18 декабря 2009  | 5869        |
|      | Флаг Нанайского муниципального района        | 24 мая 2006      | 3071        |

| Флаг | Наименование                                     | Дата утверждения | Номер в ГГР |
| ---- | ------------------------------------------------ | ---------------- | ----------- |
|      | Флаг Николаевского муниципального района         | 28 декабря 2005  | 2119        |
|      | Флаг Охотского муниципального района             | 26 августа 2005  | 2029        |
|      | Флаг муниципального района имени Полины Осипенко | 14 мая 2005      | 1921        |
|      | Флаг Советско-Гаванского муниципального района   | 28 апреля 2007   | 3324        |
|      | Флаг Солнечного муниципального района            | 26 января 2000   | 468         |
|      | Флаг Тугуро-Чумиканского муниципального района   | 24 декабря 2008  | 4710        |
|      | Флаг Ульчского муниципального района             |                  |             |
|      | Флаг Хабаровского муниципального района          | 26 февраля 2008  | 3923        |

## Флаги городских поселений
| Флаг | Наименование                                                                       | Дата утверждения | Номер в ГГР |
| ---- | ---------------------------------------------------------------------------------- | ---------------- | ----------- |
|      | Флаг городского поселения «Город Амурск» Амурского муниципального района           | 24 февраля 2011  | 7014        |
|      | Флаг Новоургальского городского поселения Верхнебуреинского муниципального района  | 27 февраля 2019  | 12328       |
|      | Флаг городского поселения «Рабочий поселок Охотск» Охотского муниципального района | 24 ноября 2021   | 13777       |

| Флаг | Наименование                                                                                 | Дата утверждения | Номер в ГГР |
| ---- | -------------------------------------------------------------------------------------------- | ---------------- | ----------- |
|      | Флаг городского поселения «Город Советская Гавань» Советско-Гаванского муниципального района | 12 сентября 2006 | 2627        |
|      | Флаг городского поселения «Рабочий посёлок Чегдомын» Верхнебуреинского муниципального района | 20 августа 2020  | 13213       |